# Leonard Barden
Leonard William Barden (Croydon, 20 agosto 1929) è uno scacchista e giornalista britannico.

## Biografia
Imparò a giocare a scacchi all'età di 13 anni mentre si trovava in un rifugio antiaereo scolastico durante la seconda guerra mondiale. Nel giro di pochi anni diventò uno dei più promettenti giovani scacchisti del suo paese. Dopo aver ottenuto un B.A. in storia al Balliol College di Oxford, ha rapprentato l'Inghilterra in quattro Olimpiadi degli scacchi e ha giocato un ruolo importante nell'ascesa degli scacchi in Inghilterra negli anni '70.

La sua rubrica di scacchi sul London Evening Standard, iniziata nel giugno 1956 e terminata nel gennaio 2020, è stata la più lunga del mondo scritta da uno stesso autore
. Ad ottobre 2019, le sue rubriche di scacchi sono state pubblicate sul Guardian per 63 anni e sul Financial Times per 44 anni.

## Principali risultati
Nel 1946 ha vinto il campionato britannico juniores per corrispondenza ed è stato pari primo nel campionato di Londra juniores. L'anno successivo è stato pari primo con  Jonathan Penrose nel campionato britannico juniores, ma perse nel playoff.
Nel 1952 ha vinto il torneo di Paignton davanti al futuro GM canadese Daniel Yanofsky. Nel 1953 ha vinto il campionato britannico blitz (10 secondi per mossa). Nel 1954 è stato pari primo con il GM belga Albéric O'Kelly de Galway nel torneo di Bognor Regis e pari primo con Alan Phillips nel Campionato britannico. Nel 1958 si classificò peri primo nel campionato britannico con Jonathan Penrose, ma perse il playoff 1½–3½.

## Pubblicazioni
Leonard Barden ha scritto diversi libri di scacchi, tra i quali:
- A Guide to Chess Openings (1957)
- How Good Is Your Chess? (1957)
- Chess (1959)
- Introduction to Chess Moves and Tactics Simply Explained (1959)
- Modern Chess Miniatures, con Wolfgang Heidenfeld (1960)
- Erevan 1962 (1963)
- The Ruy Lopez (1963)
- The Guardian Chess Book (1967)
- An Introduction to Chess (1967)
- The King's Indian Defence (1968)
- Chess: Master the Moves (1977)
- Guide to the Chess Openings, con Tim Harding (1977)
- Leonard Barden's Chess Puzzle Book (1977)
- The Master Game, con Jeremy James (1979)
- How to Play the Endgame in Chess (1979)
- Play Better Chess (1980)
- Batsford Chess Puzzles (2002)
- One Move and You're Dead, con Erwin Brecher (2007)